# Burvassjön
Burvassjön är en sjö i Hudiksvalls kommun i Hälsingland och ingår i Delångersåns huvudavrinningsområde. Sjön har en area på 0,445 kvadratkilometer och ligger 315,1 meter över havet.

## Delavrinningsområde
Burvassjön ingår i det delavrinningsområde (688948-152427) som SMHI kallar för Mynnar i Älpbäcken. Medelhöjden är 347 meter över havet och ytan är 6,96 kvadratkilometer. Det finns inga avrinningsområden uppströms utan avrinningsområdet är högsta punkten. Vattendraget som avvattnar avrinningsområdet har biflödesordning 3, vilket innebär att vattnet flödar genom totalt 3 vattendrag innan det når havet efter 98 kilometer. Avrinningsområdet består mestadels av skog (87 procent). Avrinningsområdet har 0,45 kvadratkilometer vattenytor vilket ger det en sjöprocent på 6,4 procent.